# 정릉관리소
정릉관리소(貞陵官理所)는 조선시대 왕후릉인 정릉과 연산군묘 등의 관리를 위해 설립된 대한민국 문화재청 소속기관으로 정릉관리소장(6급)은 행정주사·임업주사 또는 시설주사로 보한다. 서울특별시 성북구 아리랑로 19길 116에 위치하고 있다. 한편, 영화 건축학개론에서 강의 도중 교수(김의성 분)가 서연(배수지 분)에게 정릉이 누구의 무덤인지를 묻는 장면이 등장하여 화제가 되기도 했다. 세계유산의 효율적인 관리를 위해 2012년 9월 12일 조선왕릉관리소 소속 지구관리소로 통합되면서 폐지되었다.

## 주요 업무
- 정릉(사적 제208호)의 문화재 보호
- 연산군묘(사적제362호) 문화재 보호
- 수목. 산림의 보호 관리
- 시설물 관리

## 같이 보기
- 정릉 (신덕왕후)
- 건축학개론